# Kaitlyn Lawes
Kaitlyn Lawes (Winnipeg, 1 de dezembro de 1988) é uma jogadora de curling do Canadá, campeã nacional e mundial. Participou da última edição do Campeonato Mundial, em Sapporo, no Japão e, também, da equipe canadense que conquistou a medalha de ouro nas Olimpíadas de Sochi 2014.